# The Man and the Journey
The Man and the Journey est le titre de deux concepts musicaux joués en concert par Pink Floyd en 1969 et 1970. On y trouve beaucoup de leurs premières chansons ainsi que des inédits.
Un de ces concerts est publié sur le second CD de Dramatis/ation du coffret The Early Years 1965-1972 paru en 2016.

## Liste des chansons

### The Man
1. Intro – 0:57
2. Daybreak, Pt. I (= Grantchester Meadows) – 8:09
3. Work (instrumental) – 3:50
4. Teatime (le groupe se fait servir le thé sur scène)
5. Afternoon (= Biding My Time) – 5:15
6. Doing It (= The Grand Vizer's Garden Party (Entertainment)) – 3:49
7. Sleep (= Quicksilver) - 4:40
8. Nightmare (= Cymbaline) – 8:57
9. Daybreak, Pt. II (= Grantchester Meadows, reprise instrumentale) – 1:13

### The Journey
1. The Beginning (= Green is the Colour) – 4:49
2. Beset By Creatures of the Deep (= Careful With That Axe, Eugene) – 6:18
3. The Narrow Way (= The Narrow Way Pt. 3) – 5:09
4. The Pink Jungle (= Pow R. Toc H.) – 4:49
5. The Labyrinths of Auximines – 6:34
6. Behold the Temple of Light  – 5:28
7. The End of the Beginning (= A Saucerful of Secrets, quatrième partie : Celestial Voices) – 6:14

Cette liste, tirée du concert donné par le groupe à Amsterdam, n'est qu'un exemple, le déroulement des concerts n'étant pas figé. Doing It inclut parfois Up the Khyber, Syncopated Pandemonium (la deuxième partie de A Saucerful of Secrets) ou Party Sequence. The End of the Beginning inclut parfois Storm Signal, une autre partie de A Saucerful of Secrets.

## Déroulement
Au cours de l'année 1969, les quatre musiciens de Pink Floyd ont l'idée de coller bout à bout des morceaux tirés de leur répertoire, d'en adjoindre d'autres inédits, et de présenter ainsi sur scène des suites conceptuelles autour d'une idée-force. Deux œuvres voient ainsi le jour : The Journey (« Le voyage »), et The Man (« L'Homme »), prémices des futures créations du groupe, notamment les concept-albums. Elles sont jouées du printemps 1969 jusqu'au début de l'année 1970.
Grand admirateur de Pink Floyd, le groupe allemand de rock progressif RPWL immortalise en 2016 les deux œuvres sur un album intitulé RPWL Plays Pink Floyd's "The Man And The Journey".

### The Man
The Man raconte la journée d'un homme ordinaire, dans tout son caractère archétypal. Cela commence par Daybreak (« Lever du jour »),  le Grantchester Meadows d'Ummagumma. Le morceau suivant, Work, n'est jamais sorti en album. C'est une pièce qu'on pourrait qualifier de "musique concrète" qui fait intervenir le marteau, la scie égoïne, le vibraphone et la batterie, le tout restant très mélodique. Après cela, à l'image de l'homme, The Man, rentrant chez lui, les membres du groupe se font servir le thé sur scène par un roadie. (on retrouve le son dans le dernier titre du futur Atom Heart Mother, Alan's Psychedelic Breakfast). Un morceau très bluesy, Afternoon, apparaît sur la compilation Relics (1971, sous le titre Biding My Time). L'homme se met ensuite au lit avec sa compagne pour Doing It (littéralement, « le faire »). 
S'ensuit Sleep, le sommeil, qui rappelle la seconde partie de l'instrumental central de Set the Controls for the Heart of the Sun. Les glissendi de guitare et les vibratos de l'orgue tissent une trame éthérée très évocatrice. Un appareil spécialement conçu pour le claviériste Rick Wright, l'« Azimuth Coordinator », distribue les sons dans toutes les directions en alternance. Cymbaline, un morceau de l'album More, arrive ensuite sous le titre Nightmare, « cauchemar ». Avec cette pièce s'achève The Man, qui contient déjà en germe quelques thèmes qui seront développés dans les albums suivants du groupe : l'aliénation, l'angoisse existentielle…

### The Journey
Comme The Man, The Journey (« Le voyage ») est un collage bout à bout de morceaux tirés du répertoire du groupe, et d'autres pièces inédites, autour d'une idée-force.
Il s'ouvre sur un morceau logiquement intitulé The Beginning (« Le début ») et qui est en fait Green is the Colour. À sa suite s'enchaîne Beset by Creatures of the Deep (« Harcelé par des créatures nocturnes »), titre donné pour l'occasion à Careful With That Axe, Eugene. Le troisième morceau, The Narrow Way, est encore inédit lorsqu'il est présenté dans le cadre de The Journey, à la différence de ses deux prédécesseurs. Cette composition de David Gilmour, développée, apparaît dans l'album Ummagumma. The Pink Jungle est une reprise de Pow R. Toc H., morceau de l'époque Barrett.
The Labyrinths of Auximenes (« Les labyrinthes d'Auximènes ») est un autre inédit, qui rappelle beaucoup la séquence Sleep de The Man, jusqu'à l'emploi de l'« Azimuth Coordinator ». Il est suivi d'une autre nouveauté, Behold the Temple of Light (« Voici le temple de la lumière »), morceau lent et solennel qui est suivi de The End of the Beginning, nouveau titre de la coda de A Saucerful of Secrets, parfois développée majestueusement avec des cuivres et des chœurs.

## Liens
- La liste des chansons